# Coliseum de Charleroi
Le Coliseum est une salle de spectacle située dans le quartier de la Ville-Basse en rue de Marchienne à Charleroi (Belgique). Il a été construit en 1921 par l'architecte Joseph André pour la sociéte La Cornillière. Avec le Coliseum de Charleroi, la société réalisera celui de Liège et de Verviers.

## Histoire
En 1920, la société La Cornillère demande à l'architecte Jean Lejaer de construire trois salles de spectacle appelées Coliseum. A Liège, à Verviers et à Charleroi. Jean Lejaer accordera plus d'importance aux projets liégeois et le Colisée de Charleroi sera repris et complété par Joseph André.
Le 23 mars 1944, Stan Brenders et son orchestre de Radio-Bruxelles y joue.
Au fil du temps, le bâtiment a changé sa programmation. Il passe de salle de spectacle, à cinéma après la Seconde Guerre mondiale et à discothèque.

## Architecture
Le bâtiment est caractérisé par un hall d'entrée monumental, décoré selon les goûts de la bourgeoisie de l'époque. Il y a des sgraffites, des vitraux à motif floraux et des ferroneries. La salle peut accueillir entre 600 et 1 400 personnes, grâce à la présence des balcons. La façade est de style éclectique, recouverte de plâtre et est divisée en deux niveaux. Les pilastres sont recoupés par de larges cordons et structurent la trame.

## Rénovation et transformation
Après l'acquisition en 2013, le site du Colisée sera rénové et son programme architectural transformé. L'ancienne salle de cinéma sera remplacée par des commerces et ses surfaces ne peuvent pas être utilisées comme salle de spectacle ou Horeca. Les intérieurs originaux seront partiellement conservés lors de l'intervention architecturale,.